# Medalla Commemorativa de l'Avenç cap a l'Adhesió de Letònia a l'OTAN

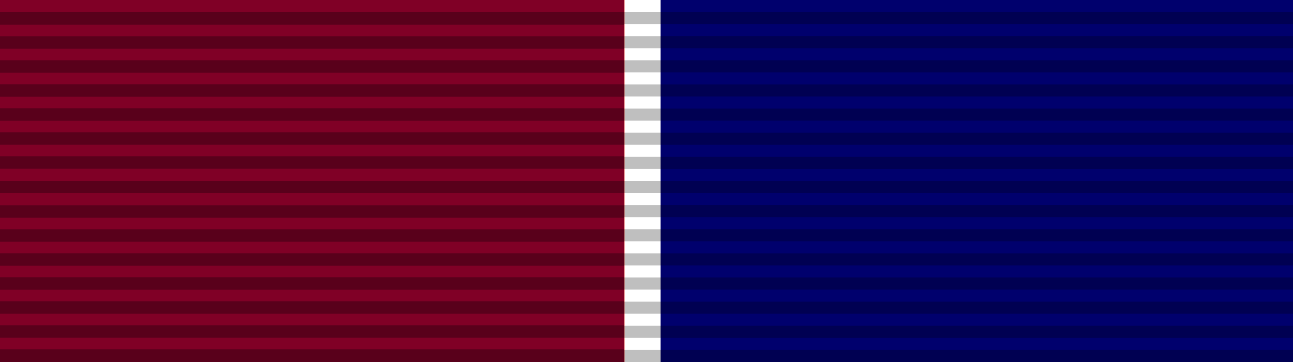
Cinta de la medalla

La Medalla Commemorativa de l'Avenç cap a l'Adhesió de Letònia a l'OTAN es concedeix pel Ministeri de Defensa de Letònia. Va ser establerta el 19 de març de 2004 amb motiu de l'admissió de la República de Letònia en l'Organització del Tractat de l'Atlàntic Nord - OTAN.
La Medalla s'atorga per expressar la gratitud per la contribució d'una persona en el desenvolupament de la Defensa letona per a l'avenç en el nomenament de Letònia com a membre de l'OTAN.

## Descripció
És una medalla de forma rodona realitzada en bronze amb un diàmetre: 38 mm i una profunditat de 3 mm. La medalla conté un gravat d'una imatge amb el símbol de l'OTAN - l'estrella de quatre puntes envoltada amb una decoració. En el centre del revers de la medalla, hi ha una inscripció -SEKMĒJOT LATVIJAS DALĪBU NATO («Per l'Avanç cap a l'Adhesió de Letònia a l'OTAN»)- i una inscripció circular -AIZSARDZĪBAS MINISTRA APBALVOJUMS («PREMI MINISTERI DE DEFENSA»)- a la vora de la medalla. La medalla es penja d'una cinta de 32 mm d'ample per 50 mm de llarg, i està formada per una divisió de color vermell de 15 mm -símbol de la bandera de Letònia, una altra divisió de color blau també de 15 mm. que simbolitza l'OTAN i una franja platejada de 2mm en el centre que simbolitza la justícia, equitat i lleialtat.